# NTTサテライトコミュニケーションズ
NTTサテライトコミュニケーションズ株式会社（NTT-SC）は、かつて存在したNTTグループの電気通信事業者である。
かつてMegaWaveの名称でデジタルCS衛星を利用したインターネットサービスプロバイダ事業を行っていた。

## MegaWave 概要
- 定額課金制の個人向けインターネット接続サービス
  - 下り回線: CS衛星を利用。速度は500kbps～1Mbps。
  - 上り回線: 提携プロバイダを通じ、既存の地上アクセス線を利用。
  - 月々の利用料は3980円だったが、テレホーダイの時間帯はアクセスが集中し速度が出ない問題も発生していた。
  - 機器のICカードはスカパーと共有できた。

## 歴史
- 1998年4月 日本電信電話株式会社とJSATが合弁でNTT-SCを設立。
- 1999年6月 MegaWaveサービス提供開始。
- 2000年9月 MegaWaveサービス提供終了。理由は、一部の利用者が広帯域を長期間使用するため、サービス品質を維持するのに採算に見合わなくなった為と説明している。
- 2004年3月 会社の解散を発表。衛星イントラネットサービスはNTTコミュニケーションズとJSATに営業譲渡。

## Webサイト
- NTTサテライトコミュニケーションズ http://www.nttsc.co.jp/
- Mega Wave http://www.megawave.ne.jp/